# Ioufeni
Ioufeni  serait un roi de la XIIIe dynastie dont le règne se situerait en -1788 ou -1741. 

## Attestations
Il n'est connu que par sa mention sur le Canon royal de Turin, à la position 7.9. 

## Famille
Du fait que ses prédécesseurs Sekhemkarê Amenemhat V, Ameny-Qemaou et Hotepibrê Sahornedjheritef ainsi que son successeur Sânkhibrê Amenemhat VI portent des noms de Sa-Rê à deux composantes, Ryholt a proposé que ces rois fassent partie d'une même famille, le deuxième nom se rapportant à celui du père. Le règne d'Ioufeni étant entouré par les leurs, Ryholt a proposé qu'il fasse également partie de la famille, soit un frère d'Hotepibrê Sahornedjheritef, soit un autre petit-fils de Sekhemkarê Amenemhat V.